# Sceloporus undulatus
Sceloporus undulatus är en ödleart som beskrevs av Bosc och Daudin 1801. Sceloporus undulatus ingår i släktet Sceloporus och familjen Phrynosomatidae.
Arten förekommer i stora delar av USA samt i norra Mexiko. Utbredningsområdets norra gräns sträcker sig från South Dakota till södra delen av delstaten New York. Sceloporus undulatus når i väst till gränsområdet Utah/Nevada samt i öst till Atlanten. Den sydligaste populationen hittas i mexikanska delstaten Zacatecas. Arten lever i låglandet och i bergstrakter upp till 3050 meter över havet. Habitatet är varierande beroende på utbredning men Sceloporus undulatus behöver öppna soliga ställen samt gömställen som bergssprickor eller jordhålor.
Individerna kan gå på marken eller de klättrar i växtligheten samt på klippor. Honor lägger ägg som grävs ner.
I några regioner där landskapet intensivt brukas av människor minskade artens bestånd. Allmänt är Sceloporus undulatus vanligt förekommande. IUCN kategoriserar arten globalt som livskraftig.

## Underarter
Arten delas in i följande underarter:
- S. u. edbelli
- S. u. cowlesi
- S. u. elongatus
- S. u. erythrocheilus
- S. u. garmani
- S. u. hyacinthinus
- S. u. speari
- S. u. tedbrowni
- S. u. tristichus
- S. u. undulatus